# زبابة فالية
زبابة فالية (الاسم العلمي:Sorex antinorii) (بالإنجليزية: Valais Shrew)‏ هي نوع من الثدييات يتبع جنس الزبابة من فصيلة الزبابات.